# Olivier Letellier
Olivier Letellier, né le 1er juin 1972 à Champigny-sur-Marne, est un metteur en scène français. 

## Biographie
Olivier Letellier naît 1er juin 1972 à Champigny-sur-Marne.
Il fait partie des artistes et compagnies labellisés dans le cadre des 67 compagnies et ensemble à rayonnement national et international (CERNI) par le Ministère de la Culture. 
Originaire de Champigny-sur-Marne,. 
Formé à l'école internationale de théâtre Jacques Lecoq, promotion 1996-1998 .
Il développe une pratique basée sur le théâtre de récit et objets et mêle différentes disciplines : conte, cirque, danse, mouvement, photographie...
En tant que metteur en scène, il invite les auteurs à expérimenter les écritures au plateau.
Il fait partie du conseil d'administration de l'ASSITEJ (Association internationale du théâtre de l’enfance et la jeunesse) au titre du collège de des artistes.

## Mise en scène de spectacles
- 2018 : La mécanique du hasard[8],[9], de Catherine Verlaguet, d'après le roman de Louis Sachar, "Le Passage" (titre original en anglais "Holes").
- 2017 : Oh Boy !, version anglaise[10] de Nicholas Elliott[11].
- 2016 : La nuit où le jour s'est levé, de Sylvain Levey, Magali Mougel et Catherine Verlaguet.
- 2016 : Me taire, de Sylvain Levey.
- 2015 : Maintenant que je sais, de Catherine Verlaguet.
- 2015 : Je ne veux plus, de Magali Mougel.
- 2013 : Un chien dans la tête, de Stéphane Jaubertie.
- 2011 : Vénavi ou pourquoi ma sœur ne va pas bien, de Rodrigues Normand adapté à la scène par Catherine Verlaguet. Création dans le cadre du festival Odyssées en Yvelines[12].
- 2011 : La Scaphandrière, de Daniel Danis.
- 2009 : Oh Boy !, de Catherine Verlaguet d'après un roman de Marie-Aude Murail[13]. Molière 2010 du spectacle jeune public.
- 2007 : La Mort du Roi Tsongor, d'après le roman de Laurent Gaudé.
- 2004 : L'Homme de fer, d'après un conte des frères Grimm.

## Mise en scène d'Opéras
- 2018 : Brundibár[14], co-mise en scène avec Guillaume Servely.
- 2016 : Kalîla wa Dimna[15], de Moneim Adwan, livret en arabe et français de Fady Jomar et Catherine Verlaguet d'après Le Livre de Kalîla et Dimna (vers 750), version arabo-persane du Pañchatantra attribuée à l'écrivain persan Ibn al-Muqaffa, dans une mise en scène d'Olivier Letellier, sous la direction musicale de Zied Zouar[16].
- 2014 : La Colombe, le Héron et le Renard, de Monein Adwan, mise en scène Olivier Letellier. Création au Festival international d'art lyrique d'Aix-en-Provence.

## Artiste associé
- 2018-2020 : Artiste associé au Théâtre de la Ville, Paris[17].
- 2015-2017 : Artiste associé au Théâtre National de Chaillot[18].

## Reconnaissances
- Chevalier de l'ordre des Arts et des Lettres, promotion de mars 2018[19]
- Molière 2010 du spectacle jeune public pour "Oh Boy !" [20]

## Sources
Catalogue général de la Bibliothèque nationale de France : https://catalogue.bnf.fr/ark:/12148/cb15851626v
BNF DATA (fiches de référence sur les auteurs, les œuvres et les thèmes) : https://data.bnf.fr/fr/15851626/olivier_letellier/
World Cat : http://www.worldcat.org/identities/viaf-69265100/